# Ноулз, Дон
Дон Кэ́трин Но́улз (англ. Dawn Kathryn Knowles; в замужестве известна также как Дон Кэ́трин Ха́ррис, англ. Dawn Kathryn Harris; 25 апреля 1953 — 29 марта 2006) — канадская кёрлингистка.
В 2006 введена в Зал славы канадского кёрлинга в составе команды (скип Линдси Спаркс), дважды выигравшей женский чемпионат Канады.
Играла на позиции третьего.
В 1979 она и её сестра Робин Уилсон, также кёрлингистка, в одной команде с которой они дважды выигрывали женский чемпионат Канады, придумали название для женского чемпионата Канады по кёрлингу — «Турнир сердец» (англ. Tournament of Hearts), когда Робин Уилсон, работавшая в руководстве отдела рекламы компании Scott Paper, хотела предложить руководству компании, чтобы компания стала титульным спонсором чемпионата, — и, начиная с 1982 года, чемпионат стал именоваться сначала Scott Tournament of Hearts, а затем Scotties Tournament of Hearts, что продолжается до настоящего времени.

## Достижения
- Чемпионат мира по кёрлингу среди женщин: бронза (1979).
- Чемпионат Канады по кёрлингу среди женщин: золото (1976, 1979).

## Команды
| Сезон   | Четвёртый     | Третий    | Второй        | Первый        | Турниры           |
| ------- | ------------- | --------- | ------------- | ------------- | ----------------- |
| 1975—76 | Линдси Дэви   | Дон Ноулз | Робин Классен | Лоррейн Боулз | ЧК 1976           |
| 1978—79 | Линдси Спаркс | Дон Ноулз | Робин Уилсон  | Лоррейн Боулз | ЧК 1979 · ЧМ 1979 |

(скипы выделены полужирным шрифтом)